# Jean-Daniel Cadinot

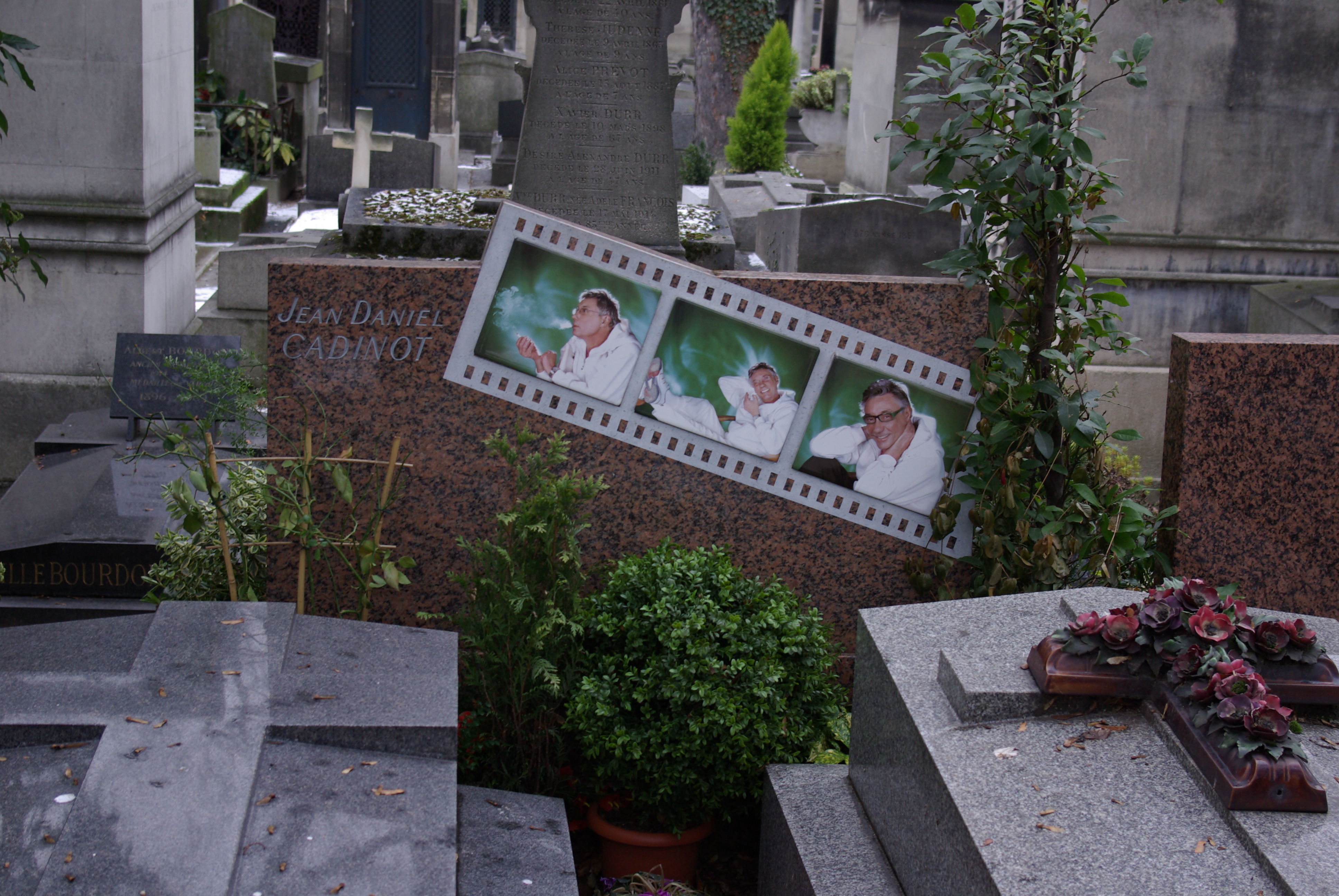
Hrob Jeana-Daniela Cadinota na hřbitově Montmartre

Jean-Daniel Cadinot (10. února 1944 Paříž – 23. dubna 2008 Francie) byl francouzský režisér, producent filmů s gay tematikou a fotograf. Jeho studio nesoucí stejné jméno je na gay scéně velmi oblíbené, podobně jako např. společnost Bel Ami.

## Kariéra
Cadinot začínal jako fotograf. Proslavil se díky eroticky laděným aktům. Mezi jeho modely patřili např. spisovatel Yves Navarre a zpěvák Patrick Juvet. Prodejem aktů se začal živit a v roce 1978 přešel k režírování filmů. Jeho raná tvorba spíše než na samotný sexuální akt kladla důraz na celkovou atmosféru, ať už se jednalo o charaktery postav, dialogy, nasvícení scény či samotný výběr míst. V posledních letech jsou jeho filmy velmi podobné „klasice“ produkované evropskými a americkými studii. I přesto lze vysledovat některé typické znaky jeho děl:
- smysluplný příběh a postavy (zejména v rané tvorbě)
- mladí, nepříliš svalnatí herci
- humorné scény a postavy
- natáčení ve Francii
- nechráněný sex (zejména v rané tvorbě)

## Filmografie
Výběr z režijní tvorby:
- Tendres Adolescents (1980)
- Stop (1980)
- Hommes De Chantier (1980)
- Garçons De Rêves (1981)
- Les Hommes préfèrent les Hommes (1981)
- Scouts (1981)
- Aime... Comme Minet (1982)
- Garçons De Plage (1982)
- Sacré Collège (1983)
- Age Tendre et Sexes Droits (1983)
- Charmants Cousins (1983)
- Harem (1984)
- Le Jeu De Pistes (1984)
- Les Minets Sauvages (1984)
- Stop Surprise (1984)
- Classe De Neige (1985)
- Top Models (1985)
- Le Voyage A Venise (1986)
- L'Amour Jaloux (1986)
- Le Garçon Près De La Piscine (1986)
- Sous Le Signe De L'Etalon (1986)
- Chaleurs (1987)
- Deuxième Sous-sol (1987)
- Escalier de Service (1987)
- Pension Complète (1988)
- Séance Particulière (1988)
- La Main Au Feu (1989)
- Crash Toujours (1989)
- Le Désir En Ballade (1989)
- Le Coursier (1990)
- Service Actif (1990)
- Service Actif II (1991)
- Gamins De Paris (1992)
- La Maison Bleue (1992)
- Tequila (1993)
- Corps D'Elite (1993)
- L'Expérience Inédite (1993)
- Maurice Et Les Garçons (1994)
- Les Minets De L'Info (1994)
- Musée Hom (1994)
- Paradisio Inferno (1994)
- Garçons D'Etage (1995)
- Garçons D'Etage II (1996)
- Coup De Soleil (1996)
- Désirs Volés (1996)
- Pressbook (1996)
- L'Insatiable (1997)
- Techno Boys (1997)
- Etat D'Urgence (1998)
- Macadam (1998)
- Sortie De Secours (1998)
- Squat (1999)
- Safari City (1999)
- S.O.S. (1999)
- C'est La Vie (2000)
- Double En Jeu (2000)
- Sans Limite (2000)
- Cours Privés (2002)
- Mon Ami, Mes Amants (2002)
- Crescendo (2003)
- Secrets de Famille (2004)
- Hammam (2004)
- Nomades (2005)
- Plaisirs D'Orient (2005)
- Les Portes du Desir (2005)
- Les Tentation de Sodome (2006)
- Princes Pervers (2006)
- Parfums Erotiques (2007)
- Trésors secrets (2007)
- Duos de Choc (2008)
- Subversion (2008)
- Le Culte d'Eros (2009)